# Psylla xanthisma
Psylla xanthisma är en insektsart som beskrevs av Yang och Li 1984. Psylla xanthisma ingår i släktet Psylla och familjen rundbladloppor. Inga underarter finns listade i Catalogue of Life.